# The Tubes
The Tubes est un groupe de rock populaire vers la fin des années 1970 et le début des années 1980, et ont été connus pour leurs prestations scéniques obscènes combinées à une satire sauvage des médias, de la société de consommation et de la politique. Ils sont toujours en activité.

## Histoire du groupe
The Tubes est la réunion d'amis du lycée de Phoenix, Arizona. The Beans and The Red, White and Blues Band se réunissent en 1969. Le groupe original n'a quasi pas évolué pendant plus de dix ans.Fee Waybill (de son vrai nom John Waldo Waybill) (chant), Bill "Sputnik" Spooner (guitare, chant), Roger Steen (guitare), Prairie Prince (de son vrai nom de Charles Prairie Prince) (batterie), Michael Cotten (synthétiseur), Vince Welnick (piano) (qui rejoindra ensuite Grateful Dead), et Rick Anderson (basse). La chanteuse Re Styles (née Shirley Marie MacLeod) (vocals) et le percussionniste Mingo Lewis ex-Santana étaient souvent présents aux débuts du groupe.

## Albums
- The Tubes (1975)
- Young and Rich (1976)
- Now (1977)
- What Do You Want From Live (1978)
- Remote Control (1979)
- The Completion Backward Principle (1981)
- Outside Inside (1983)
- Love Bomb (en) (1985)
- Genius of America (1996)